# Saison

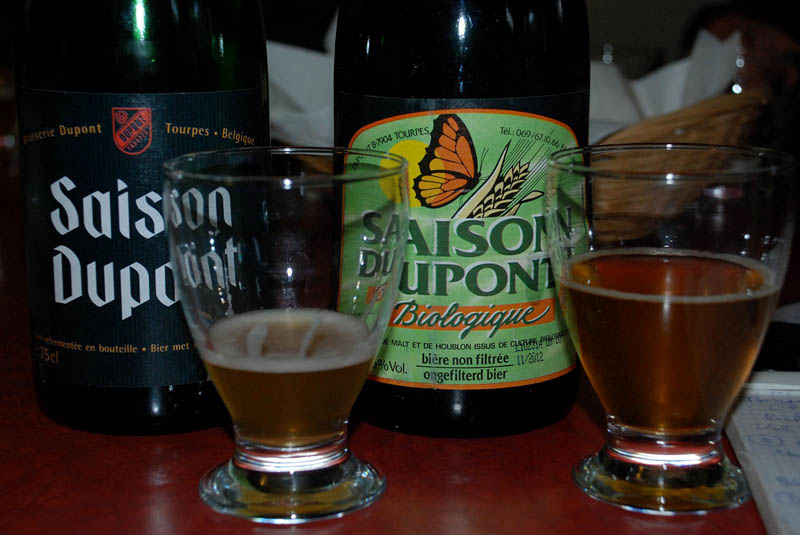
Saison Dupont

Saison is een biersoort die zijn oorsprong vindt in de Belgische provincie Henegouwen.
Saison is het Frans woord voor seizoen omdat dit een seizoensbier was. Dit bier werd oorspronkelijk door de boeren gebrouwen in de winter om gedronken te worden door de seizoensarbeiders in het oogstseizoen. Men moest wel in de winter brouwen om te voorkomen dat het bier slecht zou worden gedurende de bewaring. Deze bieren hadden een alcoholpercentage rond de 3% en waren extra gehopt voor de houdbaarheid.

De hedendaagse saisonbieren worden het gehele jaar door gebrouwen en niet enkel meer in Wallonië. De meeste bieren zijn goudblonde tot amberkleurige ongefilterde bieren van hoge gisting en hebben een alcoholpercentage tussen 5% en 6,5%.

Enkele bekende voorbeelden zijn Saison Dupont, Saison 1900, Saison d'Epeautre, Saison de Pipaix en Saison d'Erpe-Mere.

## Criteria
De saisonbrouwers hebben de criteria opgesteld waaraan volgens hen saisonbieren moeten voldoen. Maar het bier mag op twee punten afwijken (wat betekent dat in principe ook buiten Henegouwen een saison kan gebrouwen worden).
- Bier van hoge gisting met nagisting
- Gebrouwen in de provincie Henegouwen
- Alcoholpercentage tussen 5% en 6,5%
- Donkerblond tot amberkleurig
- Dorstlessend van karakter
- Goed gehopt en/of gekruid
- Hoge vergistingsgraad (geeft een "droog" bier)
- Afgevuld in 75cl flessen
- Vooral regionaal verkrijgbaar
- Hoofdzakelijk gebruik van gerstemout, andere granen zoals tarwe zijn mogelijk